# Nash Papyrus
Nash Papyrus består af 24 bibelske tekstlinjer fordelt på fire papyrusfragmenter, der tilsammen udgør en enkelt side, og er fra det 2. århundrede før vor tidsregning. De er sammen med dødehavsrullerne de ældste kendte bibelske fragmenter på hebraisk. De blev i 1902 erhvervet af W.L. Nash, Society of Biblical Archaeology, fra en egyptisk sælger, og beskrevet året efter af Stanley A. Cook i artiklen A Pre-Massoretic Biblical Papyrus.
De opbevares i dag på biblioteket ved Cambridge University.
Fragmenterne, der hver er ca. 7,5 x 12,5 cm, indeholder uddrag af 2. mosebog, 20:2-17, dvs. Dekalogen, og 5. mosebog, 6:4-5, også kaldet Shema Yisrael bønnen. Tetragrammet, JHWH, forekommer i alt syv gange i fragmenterne.
Rækkefølgen af de 10 bud i Nash Papyrus adskiller sig fra den, man finder i Biblia Hebraica og Septuaginta.
Da fragmenterne foruden de 10 bud også indeholder Shema Jisrael bønnen, tyder det på, at de er en kopi af et liturgisk skrift, idet det i begge Talmud dokumenteres, at Dekalogen læstes før Shema Jisrael bønnen i Egypten.
Teksten, der er uden vokaler, adskiller sig fra samtidige skrifter, ved at ordene er klart adskilte. I andre skrifter fra samme tid, er ordene skrevet uden mellemrum.
Nash Papyrus er det ældste bibelske skrift på hebraisk, man har fundet i Egypten.